# Distrito de Lucerna
El distrito de Lucerna (en alemán, Amt Luzern) era un distrito del cantón de Lucerna, Suiza.
Quedó disuelto a partir del 1 de enero de 2013.

## Geografía
El distrito de Lucerna estaba situado al centro-este del cantón, a orillas del lago de los Cuatro Cantones, y constituía el principal centro urbano de toda la región de Suiza Central. Limitaba al norte con el distrito de Hochdorf, al noreste con el de Muri (AG) y el cantón de Zug, al este con los distritos de Küssnacht (SZ), Schwyz (SZ) y Gersau (SZ), al sur con los cantones de Nidwalden y Obwalden, al oeste con el distrito de Entlebuch, y al noroeste con el de Sursee.

## Historia
Se le llamó Bailía de Lucerna en las actas del priorato de San Leodegar (1320 officium Lutzernense, 1340 Ampt ze Lucern). El territorio ocupado en las dos ribas del Reuss, a la salida del lago de los Cuatro Cantones era un dominio de la abadía de Murbach. En el siglo XIV, separación visible entre la ciudad y la bailía, en dicha fecha la bailía englobaba la parroquia de Lucerna, hasta las fronteras comunales de Meggen y Horw, sin confundirse con ella, ni con la jurisdicción municipal.
En 1798, las bailía de Lucerna, Habsburgo, Kriens-Horw, Malters-Littau, Weggis y una parte de la de Rothenburg (Buchrain, Dierikon y Emmen) fueron unidas en el distrito de Lucerna, que fue mantenido en 1803, sin la comuna de Emmen. En 1913 fueron creados dos círculos judiciales Lucerna-Ciudad (Luzern-Stadt) y Lucerna-Campo (Luzern-Land), que sirven desde 1933 como circunscripciones electorales para el Gran Consejo, aunque las dos prefecturas fueron reunidas en 1995.

## Comunas
| Distrito de Lucerna | Distrito de Lucerna |
| Comunas             | Superficie km²      |
| ------------------- | ------------------- |
| Adligenswil         | 6.99                |
| Buchrain            | 4.81                |
| Dierikon            | 2.78                |
| Ebikon              | 9.68                |
| Gisikon             | 1.09                |
| Greppen             | 3.32                |
| Honau               | 1.25                |
| Horw                | 12.86               |
| Kriens              | 27.34               |
| Lucerna1            | 29.05               |
| Malters             | 28.63               |
| Meggen              | 7.28                |
| Meierskappel        | 6.79                |
| Root                | 8.66                |
| Schwarzenberg       | 39.25               |
| Udligenswil         | 6.23                |
| Vitznau             | 8.92                |
| Weggis              | 11.80               |
| Total (18)          | 216.73              |

## Cambios desde 2000

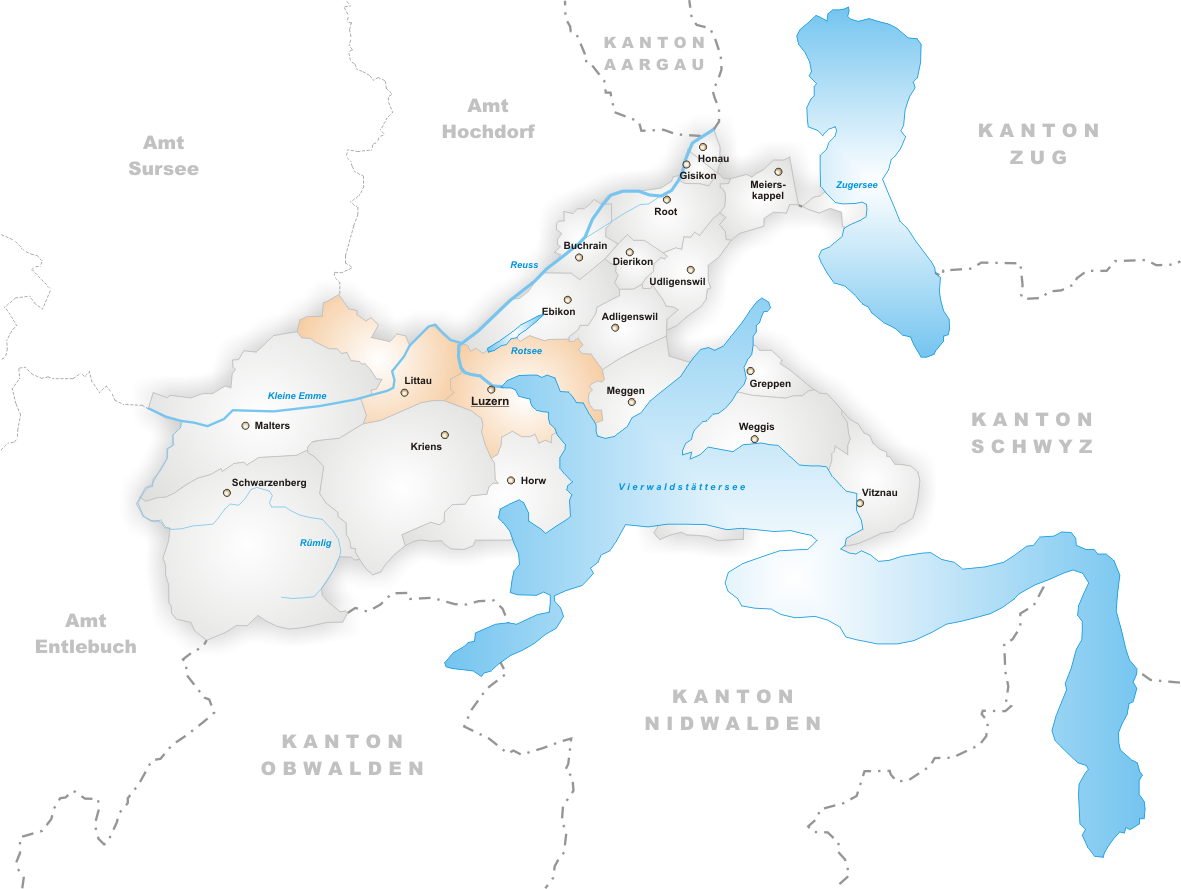
Comunas hasta 2009

### Fusiones
- 1 2010: Lucerna y Littau → Lucerna.